# Culiseta
Culiseta – rodzaj muchówek z rodziny komarowatych i podrodziny Culicinae. Występuje na wszystkich kontynentach oprócz Ameryki Południowej i Antarktydy, przy czym większość gatunków preferuje chłodniejsze strefy klimatyczne. W zapisie kopalnym znany jest od eocenu, jednak przypuszczalnie pojawił się już w jurze.

## Morfologia
Muchówki te osiągają duże lub średnie jak na komarowate rozmiary. Ogólnym wyglądem przypominają przedstawicieli rodzaju Culex. Czułki porośnięte są białawym omszeniem i okółkami z ciemnych włosków. U samców głaszczki szczękowe są co najmniej tak długie jak kłujka i mają nabrzmiałe człony ostatni i przedostatni. U samic głaszczki te są znacznie krótsze, a stosunek ich długości do długości kłujki wynosi od 0,18 do 0,26. Chetotaksja odznacza się obecnością na anepisternach śródtułowia szczecinek przedprzetchlinkowych, natomiast brakiem zaprzetchlinkowych. Skrzydła mają na nasadzie żyłki radialnej grupę włosków zwaną remigium, a na spodzie nasady żyłki subkostalnej grupę szczecinek, nieobecną tylko u C. fraseri. Odnóża mają stopy pozbawione widocznych przylg, a w przypadku samic także pazurki pozbawione ząbków. Samice mają tępy wierzchołek odwłoka z niewielkimi przysadkami odwłokowymi. Część wierzchołkowa gonokoksytów jest słabo wykształcona lub całkiem zanikła, natomiast płat podstawowy jest dobrze rozwinięty i zwykle zaopatrzony w grube szczecinki.

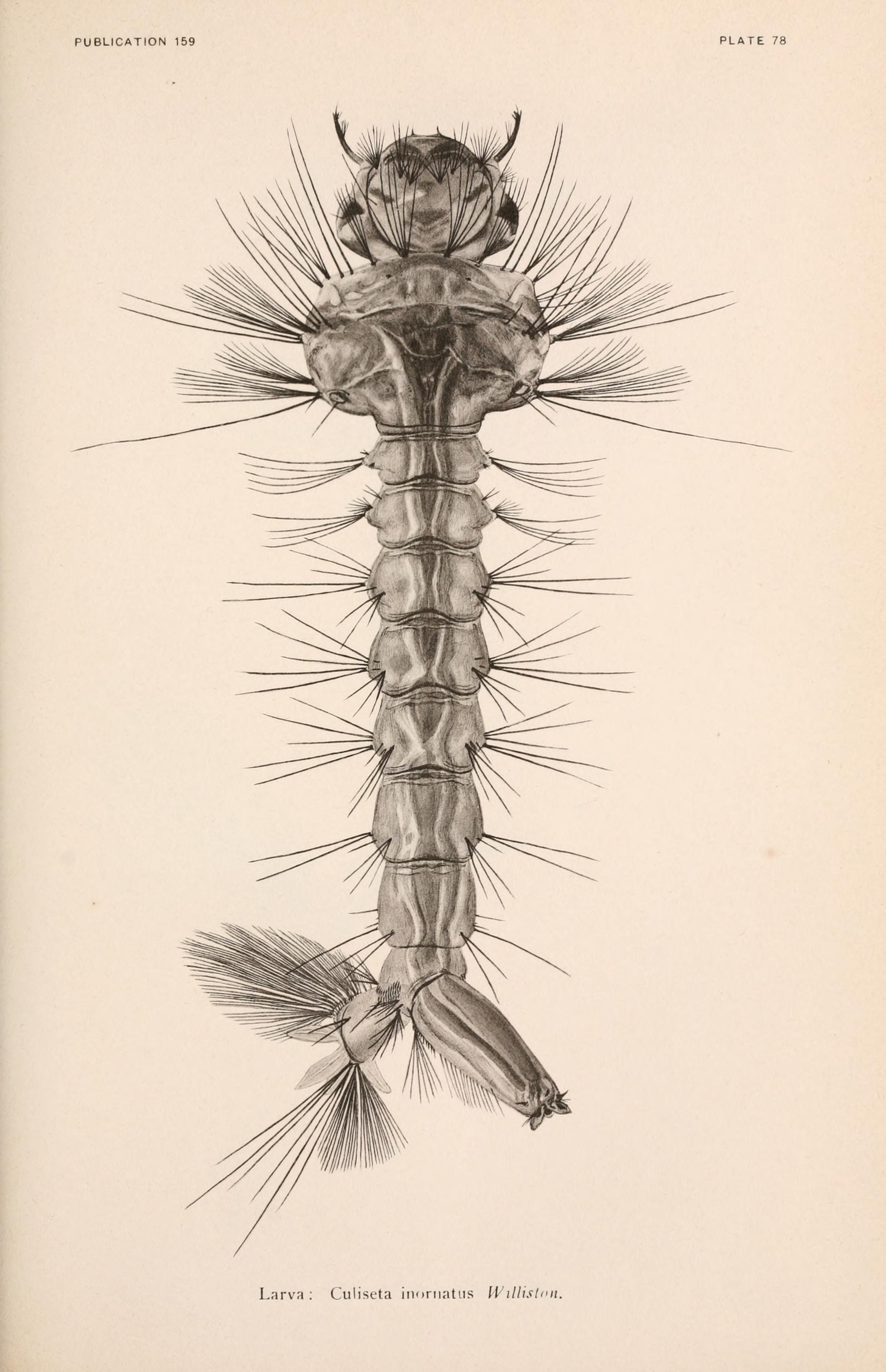
Larwa Culiseta inornatus, rycina

Larwy zaopatrzone są w szeroką głowę o dobrze rozwiniętych, ustawionych w linii prostej włoskach czołowych. Spotyka się w obrębie rodzaju formy o narządach gębowych przystosowanych do zbierania pokarmu z podłoża, do łowienia planktonu w toni wodnej, jak i pośrednie pomiędzy nimi. Czułki mają szczecinki na swych szczytach podzielone na dwie grupki: wierzchołkową i przedwierzchołkową. Głowa o pełnym szwie hypostomalym odróżnia je od przedstawicieli rodzaju Ficalbia. Tułów zaopatrzony jest w pęcherze tchawkowe. Liczne, tępo zakończone, pozbawione kolca głównego łuski formują parę szczotek na bokach ósmego segmentu odwłoka. Syfon oddechowy odznacza się dobrze rozwiniętymi pierścieniem podstawowym i uszkami oraz dość krótkim, przedłużającym się w rząd włosków grzebieniem syfonalnym. Chetotaksja syfonu charakteryzuje się szczecinką 1-S umieszczoną u nasady syfonu, a nie w jego części tylno-bocznej – cechę tę współdzielą jeszcze tylko rodzaje Ficalbia i Hodgesia; od tego drugiego Culiseta odróżnia się umieszczeniem piątej szczecinki ósmego segmentu odwłoka znacznie poniżej grzbietowej krawędzi segmentu dziesiątego. Płytka przetchlinkowa ma jednolity, dość masywny kształt dźwigni. Pierścieniowate siodło otacza cały ostatni segment odwłoka. Płetwa analna jest dobrze wykształcona, zaś skrzela analne są wąskie.

## Biologia i ekologia

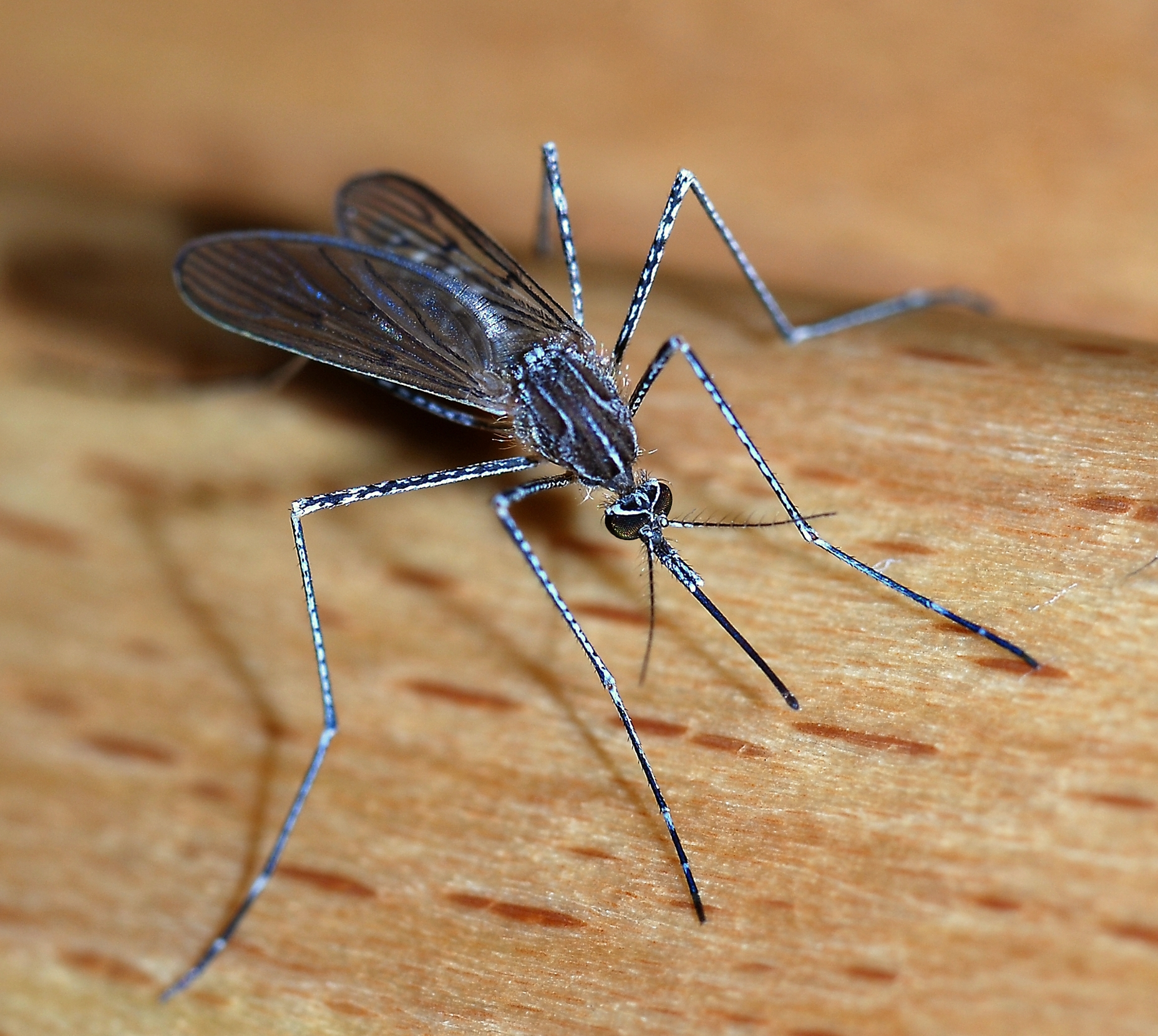
Culiseta longiaerolata

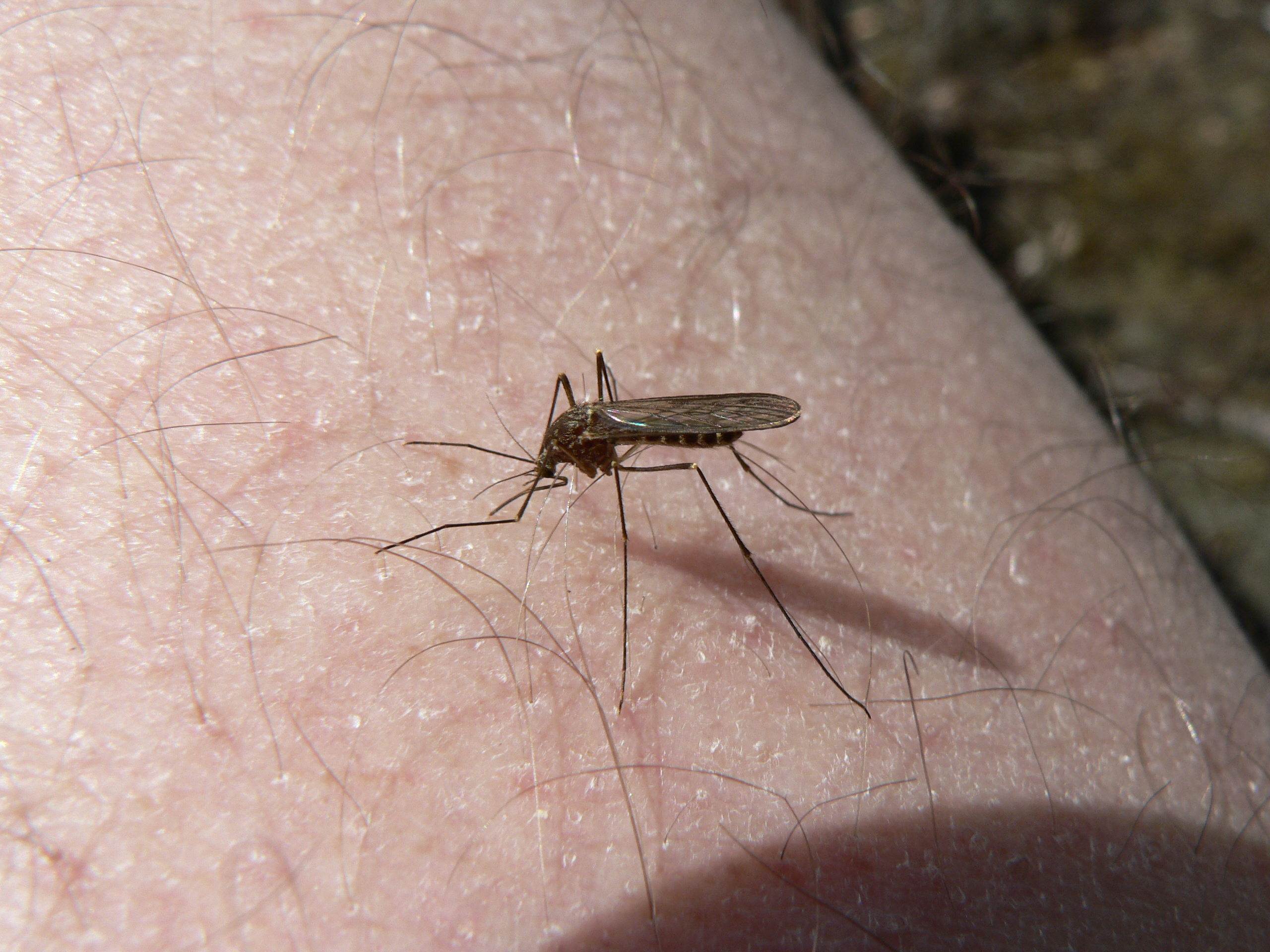
Culiseta impatiens w trakcie posiłku

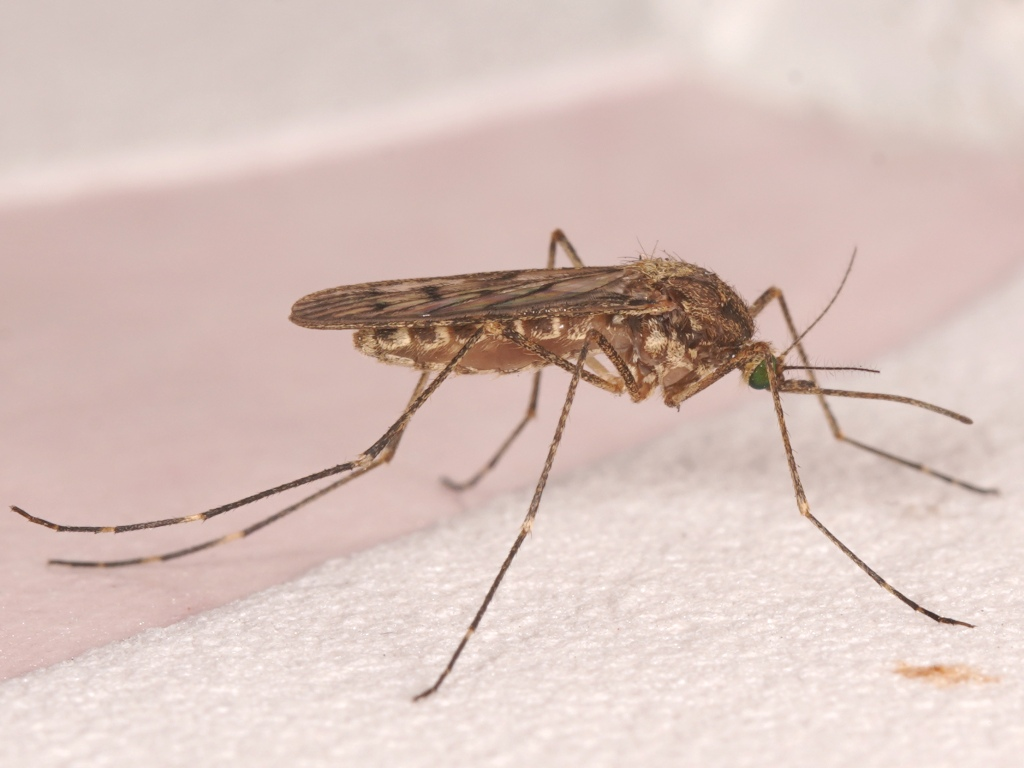
Culiseta alaskaensis

W obrębie rodzaju dominują gatunki zaadaptowane do chłodniejszych stref klimatycznych. W cieplejszych strefach klimatycznych ograniczone są w swym występowaniu do wyżej położonych terenów lub też ich pojaw przypada na chłodniejsze pory roku. Larwy są całkowicie wodne. Najczęściej przechodzą rozwój w kałużach, bajorach, strumieniach, bagnach, mokradłach czy w wodzie zalegającej w szczelinach skał. Kilka gatunków australijskich zasiedla jednak wody podziemne. Z kolei jeden z gatunków wschodniopalearktycznych potrafi przechodzić rozwój w studniach, a jeden z gatunków afrykańskich zasiedla wodę zgromadzoną w dziuplach drzew. Samice w zależności od podrodzaju składają jaja pojedynczo lub też zlepiają je grupkami w postać łódeczek unoszących się na wodzie.
Dorosłe samice ssą krew czworonogów celem wydania na świat potomstwa (hematofagia). Większość wybiera na swe ofiary ptaki lub ssaki, ale niektóre gatunki żerują na gadach. Kilka gatunków atakuje zwierzęta domowe i ludzi. Spośród nich trzy, C. inornata, C. melanura i C. dyari notowane były na obszarze Ameryki Północnej jako wektory wirusów wywołujących zachodnie końskie zapalenie mózgu i wschodnie końskie zapalenie mózgu.

## Rozprzestrzenienie
Przedstawiciele rodzaju zamieszkują głównie krainy palearktyczną, nearktyczną i australijską. Endemitami Australii są m.in. podrodzaje Austrotheobaldia i Neotheobaldia. Część gatunków występuje w krainach etiopskiej i orientalnej. Tylko dwa gatunki zamieszkują środkowoamerykańską część krainy neotropikalnej, żaden natomiast nie zasiedla Ameryki Południowej. Podrodzaj nominatywny występuje głównie w Holarktyce, z jednym gatunkiem sięgającym Panamy. Podrodzaj Allotheobaldia zamieszkuje południe Palearktyki i Afrykę. Gatunki Climacura występują w krainach: orientalnej, australijskiej i nearktycznej, a Culicella w krainach: palearktycznej, nearktycznej i australijskiej. Podrodzaj Theomyia jest endemitem Afryki Subsaharyjskiej. W Polsce stwierdzono występowanie 7 gatunków z dwóch podrodzajów (zobacz: komarowate Polski).

## Taksonomia i ewolucja
Takson ten wprowadzony został w 1904 przez Ephraima Portera Felta, który jego gatunkiem typowym wyznaczył Culex absobrinus, zsynonimizowany później z Culiseta impatiens. Pozycja tego rodzaju w obrębie podrodziny Culicinae jest niejasna i umieszcza się go w monotypowym plemieniu Culisetini, wprowadzonym po raz pierwszy w 1962 roku przez Johna N. Belikna. Wyniki analizy filogenetycznej Ralpha Harbacha i Iana Kitchinga z 1998 roku jako jego grupę siostrzaną wskazały rodzaj Toxorhynchites, jednak późniejsze prace wskazują taką relację jako mało prawdopodobną. Wyniki analizy metodą kalibrowanego skamieniałościami zegara molekularnego, opublikowane przez K.R. Reidenbach i innych w 2009 roku, wskazują, że rodzaj ten stanowi starą linię ewolucyjną, która oddzieliła się w jurze, około 191 milionów lat temu. Na zapis kopalny rodzaju składają się trzy gatunki znane z eocenu.
Do rodzaju tego należy 7 podrodzajów i 39 opisanych gatunków:
- Culiseta (Allotheobaldia) Brolemann, 1919
  - Culiseta longiareolata (Macquart, 1838)
- Culiseta (Austrotheobaldia) Dobrotworsky, 1954
  - Culiseta littleri (Taylor, 1914)
- Culiseta (Climacura) Howard, Dyar & Knab, 1915
  - Culiseta antipodea Dobrotworsky, 1962
  - Culiseta marchettei Garcia, Jeffery & Rudnick, 1969
  - Culiseta melanura (Coquillett, 1902)
  - Culiseta novaezealandiae Pillai, 1966
  - Culiseta taiwanica Lien, Lin & Weng, 1999
  - Culiseta tonnoiri (Edwards, 1925)
- Culiseta (Culicella) Felt, 1904
  - Culiseta amurensis Maslov, 1964
  - Culiseta atra (Lee, 1944)
  - Culiseta drummondi (Dobrotworsky, 1960)
  - Culiseta fumipennis (Stephens, 1825)
  - Culiseta inconspicua (Lee, 1937)
  - Culiseta litorea (Shute, 1928)
  - Culiseta minnesotae Barr, 1957
  - Culiseta morsitans (Theobald, 1901)
  - Culiseta nipponica LaCasse & Yamaguti, 1950
  - Culiseta ochroptera (Peus, 1935)
  - Culiseta otwayensis (Dobrotworsky, 1960)
  - Culiseta sylvanensis (Dobrotworsky, 1960)
  - Culiseta victoriensis (Dobrotworsky, 1954)
  - Culiseta weindorferi (Edwards, 1926)
- Culiseta (Culiseta) Felt, 1904
  - Culiseta alaskaensis (Ludlow, 1906)
  - Culiseta annulata (Schrank, 1776)
  - Culiseta atlantica (Edwards, 1932)
  - Culiseta bergrothi (Edwards, 1921)
  - Culiseta glaphyroptera (Schiner, 1864)
  - Culiseta impatiens (Walker, 1848)
  - Culiseta incidens (Thomson, 1869)
  - Culiseta inornata (Williston, 1893)
  - Culiseta megaloba Luh, Chao & Xu, 1974
  - Culiseta niveitaeniata (Theobald, 1907)
  - Culiseta particeps (Adams, 1903)
  - Culiseta subochrea (Edwards, 1921)
- Culiseta (Neotheobaldia) Dobrotworsky, 1958
  - Culiseta frenchii (Theobald, 1901)
  - Culiseta hilli (Edwards, 1926)
- Culiseta (Theomyia) Edwards, 1930
  - Culiseta fraseri (Edwards, 1914)
- incertae sedis
  - Culiseta arenivaga Marks, 1968
  - †Culiseta gedanica Szadziewski & Gilka, 2011
  - †Culiseta kishenehn Harbach & Greenwalt, 2012
  - †Culiseta lemniscata Harbach & Greenwalt, 2012
  - Culiseta wui Lin, Tseng & Lien, 2008